# Walter Montillo
Walter Damián Montillo (Lanús, 14 aprile 1984) è un ex calciatore argentino, di ruolo centrocampista.

## Carriera

### Club
Ha debuttato come professionista nel 2002 col San Lorenzo, squadra nella quale è cresciuto insieme al Pocho Ezequiel Lavezzi. Il 17 dicembre dello stesso anno vince la Coppa Sudamericana contro l'Atlético Nacional. Nel 2006 passa in prestito al Monarcas Morelia in Messico. A fine stagione torna al San Lorenzo. Nel 2008 viene venduto per un milione di dollari ai cileni dell'Universidad de Chile, dove in due anni segna 10 gol in 63 presenze e raggiunge le semifinali della Coppa Libertadores 2010, dopo aver eliminato il Flamengo di Adriano agli ottavi con un suo gol in casa il 20 maggio 2010. Nell'estate del 2010, dopo aver rifiutato proprio un'offerta del Flamengo, per 3,5 milioni di dollari passa al Cruzeiro dove ottiene la maglia numero 10. Nel 2011 la squadra stradomina nella prima fase della Coppa Libertadores contro Estudiantes (LP), Deportes Tolima e Guaraní, collezionando 16 punti in 6 partite e segnando 20 gol subendone solamente uno dal Deportes Tolima.

### Nazionale
Nel 2003 è stato convocato dalla nazionale argentina Under-20 per partecipare al Mondiale di categoria.
Ha esordito in nazionale maggiore il 28 settembre 2011 contro il Brasile, partita valida come gara di ritorno del Superclásico de las Américas 2011 e persa 2-0.

## Palmarès

### Club

#### Competizioni statali
- Campionato Mineiro: 1

Cruzeiro: 2011

#### Competizioni nazionali
- Supercoppa di Cina: 1

Shandong Taishan: 2015
- Copa de la Superliga: 1

Tigre: 2019

#### Competizioni internazionali
- Copa Sudamericana: 1

San Lorenzo: 2002

### Individuale
- Equipo Ideal de América: 1

2012